# Emmanuel Deutz
Emmanuel (Menahem) Deutz, né en 1763 à Coblence et mort le 31 janvier 1842 à Paris, est une personnalité religieuse juive. Il est grand-rabbin de France de 1810 à 1842.

## Biographie
Formé à la yeshivah de Mayence, Emmanuel Deutz revient en tant que rabbin à Coblence où il se marie en 1789 avec Judith Berman, qui lui donnera sept enfants avant de décéder en 1823. 
Il participe à l'assemblée de 1806 et au Grand Sanhédrin de 1807. Selon les institutions fondées par Napoléon Ier, il devient en 1807 troisième grand-rabbin du Consistoire central aux côtés de David Sintzheim et d'Abraham Vita de Cologna. À partir de 1822, il est le seul grand-rabbin et les deux autres ne sont pas remplacés. Après sa mort, en 1842, le siège demeure vacant pendant quatre ans avant l'élection de Marchand Ennery.
Il prêche toujours en dialecte judéo-allemand - il parle difficilement le français - bien que dès 1831 ait été établi le principe de prononcer dans le temple tous les discours dans la langue nationale.
Son existence est assombrie par un épisode douloureux. Il s'agit de la a conversion en 1823 de son gendre, le rabbin David-Paul Drach ainsi que ses enfants en bas âge, ce qui provoque un douloureux divorce d'avec sa fille Sara qui demeure juive et s'installe en Angleterre.